# Ulpiano Checa
Ulpiano Checa y Saiz, född 3 april 1860, död 5 januari 1916, var en spansk konstnär.
Checa gjorde sig känd som en livfull historiemålare med arbeten som Barbarernas invasion och Pompejis undergång. Hans verk utmärks av en kraftig färggivning, energisk komposition och förkärlek för dramatiska effekter. Checa målade även spanska folklivsbilder och landskap.